# KulturBornholm
KulturBornholm er en forening, der har som formål at udbrede kulturen. Den har hjemsted i Østermarie på Bornholm og er stiftet 8. december 2000 af Carsten Seeger og hans hustru Kirsten Olstrup Seeger.

## Æreskunstnere i Østermarie
Siden 1995 har Carsten Seeger hvert år fået kendte kunstnere til at lade sig hylde som "Æreskunstner i Østermarie". Æreskunstnerne får opkaldt en vej eller lignende efter sig, og der opsættes et blåt gadeskilt med kunstnerens navn. Æreskunstnerne kvitterer som regel med sang, musik eller oplæsning under æreskunstnerkoncerten i Østermarie Kirke.

## Foreningerne
I 2000 fik Kirsten Seeger ideen til at danne foreningen KulturBornholm og dermed lægge æreskunstnerkåringerne ind i en mere officielt klingende ramme. Charlotte, Komtesse af Rosenborg blev protektor for KulturBornholm.
Kirsten Seeger var foreningens "daglige leder" til sin død i 2012. Carsten Seeger blev "præsident" efter forslag fra Lise Munch Jensen. Hun er bestyrelsesmedlem i Jensen Invest, der ejer aktiemajoriteten i Jensen-Group, Denne virksomhed blev grundlagt af en maskinfabrikant fra Østermarie i 1937 og har ifølge Carsten Seeger sponsoreret æreskunstnerkåringerne fra starten.
KulturBornholm har vedtægter, som er udformet af cand.jur., kriminolog Esben Haugland. Vedtægterne er morsom læsning, men åbner ikke for, at præsidenten kan afsættes eller begrænses i sine beslutninger. Carsten Seegers juridiske og økonomiske rådgiver, cand.jur. Kirsten Harboe, konstaterer at "de er tilpas rummelige til at passe Carsten Seegers ledelsesform".
KulturBornholm er ifølge vedtægterne en "parasolforening" – ikke en paraplyorganisation, da den jo har hjemsted på "solskinsøen" Bornholm. Mange af foreningens aktiviteter er af humoristisk og selskabelig karakter, bl.a. udnævnelsen af 151 "ambassadører" mv. Dette "diplomatiske korps" har dog den seriøse funktion at være et netværk, som Carsten Seeger altid kan trække på. I den seriøse ende af foreningens aktiviteter ligger foruden æreskunstnerkåringerne de mange uddelinger af priser, især Sprogprisen, der er tildelt kendte og ukendte bornholmere, som taler ægte bornholmsk, og personer, der har gjort en indsats for det danske sprog.

### Danske Mæceners Landsforbund
Under parasollen finder man også Danske Mæceners Landsforbund. Ifølge Kirsten Harboe er dets midler "ikke af en sådan størrelse, at der er grund til at hæfte sig ved dem". Som eksempler på landsforbundets donationer nævner hun en merskumspibe og et elektrisk plasticur med bevægelige sommerfugle. I et interview med Inge Lorentzen på Øens TV oplyste Carsten Seeger, at landsforbundet kun har bestået af ham og hans hustru. I 2007 blev værtsparret på Ekkodalshuset dog udnævnt til æresmedlemmer som tak for velvillig behandling af KulturBornholms "Udvalg til afprøvning af ekkoet i Ekkodalen". Carsten Seeger oplyser, at Danske Mæceners Landsforbund er hovedsponsor for Festspillene i Østermarie. Det må tolkes sådan, at Seeger-parret selv sponsorerede disse festspil, som foregik i deres egen have uden egentligt publikum, idet alle tilstedeværende selv skulle optræde.
Ved æreskunstnerkoncerten i 2016 blev Carsten Seegers nye samleverske Birgit Skov præsenteret som medlem af Danske Mæceners Landsforbund og overrakte en boggave til æreskunstneren Bjarke Mogensen.

### Knud Rasmussens Festsal
17. maj 2017 stod foreningen for at indvie den store sal i Mariehuset – det gamle Østermarie Hotel – som Knud Rasmussens Festsal. Keramikeren Ulla Dybeck, der er Knud Rasmussens barnebarn, bor i huset, som ejes af hendes datter. Salen blev indviet med grønlandske fortællinger og trommedans, bornholmske sangere og spillemænd, operasanger Stig Fogh Andersen samt "jægerkoret" fra Kongeskibet Dannebrog inden navneskiltet blev afsløret af prins Henrik og Ulla Dybeck.
- Wikimedia Commons har flere filer relateret til Knud Rasmussens Festsal

### KulturBornholms Venner
Mange borgere i Østermarie og omegn hjælper til ved KulturBornholms arrangementer i erkendelse af, at foreningen tilfører Bornholm positive og anderledes kulturbegivenheder og bidrager til at gøre Østermarie kendt. Disse støtter er organiseret i Foreningen KulturBornholms Venner, der blev stiftet 20. januar 2005. Den startede med 15 medlemmer og havde 84 medlemmer i 2015. Det årlige kontingent på 100 DKK bruges til kunstnernes rejse- og opholdsudgifter, og vennerne hjælper med mad og drikke, opstilling og oprydning.
Carsten Seeger tog i sommeren 2007 initiativet til dannelse af "Selskaved te bevâring å borrinjholmsk". Medlemmer af KulturBornholms Venner bliver automatisk også medlemmer af denne forening.
KulturBornholms Venner er en mere normal forening med en årlig generalforsamling, der vælger en bestyrelse på 5 medlemmer. Carsten Seeger deltager ikke i disse generalforsamlinger, men præsidenten sender medlemmerne en hilsen og orientering om kommende arrangementer gennem formanden Palle Jæger.
Ved foreningens 14. ordinære generalforsamling 26. februar 2019 blev det vedtaget at opløse KulturBornholms Venner. Også KulturBornholm er under afvikling. Der planlægges ikke flere æreskunstnerkåringer, men der uddeles Sprogpris og Radiopris for 2019.